# Јулијус Фреј
Јулиус Фреј (Штутгарт, 25. октобар 1881 — Штутгарт 28. август 1960), је био немачки пливач на прелазу из 19. у 20. век.
На Олимпијским играма 1900. у Паризу у трци 200 м слободно екипно освојио је златну медаљу за екипу Немачке. У екипи су поред њега били Ернст Хопенберг, Макс Шене, Макс Хајнле и Херберт фон Петерсдорф. 